# Marco Grassi
Marco Grassi (ur. 8 sierpnia 1968 w Chiasso) – piłkarz szwajcarski grający na pozycji napastnika, obecnie prezydent klubu FC Chiasso.

## Kariera klubowa
Grassi urodził się w kantonie Ticino, gdzie językiem urzędowym jest język włoski. Piłkarską karierę rozpoczął w zespole FC Chiasso, ale to w barwach SC Zug debiutował w 1987 roku w dorosłym futbolu, a konkretnie w drugiej lidze. W drużynie tej występował przez dwa sezony by w 1989 przenieść się do FC Zürich i na koniec sezonu 1989/1990 zaliczył z nim awans do pierwszej ligi. Latem został wypożyczony na pół roku do FC Chiasso, a zimą wrócił do Zurychu. W drużynie tej grał do zimy 1994, a największym sukcesem było zajęcie 5. miejsca w 1993 roku. Rundę wiosenną sezonu 1993/1994 Grassi spędził w Servette FC, z którą zakończył sezon na 4. miejscu w Nationallidze A.
Latem 1994 Grassi wyjechał do Francji. Jego pierwszym klubem w tym kraju było Stade Rennais FC, w którym stworzył atak z Sylvainem Wiltordem. W sezonie 1994/1995 zdobył 15 goli w Ligue 1, co było jego najlepszym dorobkiem strzeleckim w karierze, a w kolejnym zaliczył 11 trafień. Wysoka skuteczność w lidze zaowocowała transferem do AS Monaco. Z klubem z Lazurowego Wybrzeża wywalczył mistrzostwo Francji, jednak jako rezerwowy wystąpił tylko w 12 spotkaniach i przegrał rywalizację o miejsce w ataku z Victorem Ikpebą, Thierrym Henrym i Sonnym Andersonem.
W 1997 roku Grassi powrócił na krótko do Szwajcarii by grać w FC Sion, ale już zimą 1998 znów trafił do Francji, tym razem do AS Cannes, z którym spadł do Ligue 2. W sezonie 1998/1999 występował w Olympique Lyonnais i zajął 3. miejsce w Ligue 1. Przez ostatni sezon w karierze, czyli sezon 1999/2000, Grassi grał w drugoligowym OGC Nice.
| Sezon   | Klub               | Kraj       | Rozgrywki      | Mecze | Bramki |
| ------- | ------------------ | ---------- | -------------- | ----- | ------ |
| 1987/88 | SC Zug             | Szwajcaria | Nationalliga B | 28    | 12     |
| 1988/89 | SC Zug             | Szwajcaria | Nationalliga B | 21    | 3      |
| 1989/90 | FC Zürich          | Szwajcaria | Nationalliga B | 30    | 10     |
| 1990/91 | FC Chiasso         | Szwajcaria | Nationalliga B | 18    | 10     |
| 1990/91 | FC Zürich          | Szwajcaria | Nationalliga A | 7     | 4      |
| 1991/92 | FC Zürich          | Szwajcaria | Nationalliga A | 5     | 3      |
| 1992/93 | FC Zürich          | Szwajcaria | Nationalliga A | 30    | 9      |
| 1993/94 | FC Zürich          | Szwajcaria | Nationalliga A | 17    | 5      |
| 1993/94 | Servette FC        | Szwajcaria | Nationalliga A | 13    | 9      |
| 1994/95 | Stade Rennais FC   | Francja    | Ligue 1        | 28    | 15     |
| 1995/96 | Stade Rennais FC   | Francja    | Ligue 1        | 27    | 11     |
| 1996/97 | AS Monaco          | Francja    | Ligue 1        | 12    | 0      |
| 1997/98 | FC Sion            | Szwajcaria | Nationalliga A | 10    | 4      |
| 1997/98 | AS Cannes          | Francja    | Ligue 1        | 18    | 6      |
| 1998/99 | Olympique Lyonnais | Francja    | Ligue 1        | 23    | 6      |
| 1999/00 | OGC Nice           | Francja    | Ligue 2        | 21    | 3      |

## Kariera reprezentacyjna
W reprezentacji Szwajcarii Grassi zadebiutował 17 kwietnia 1993 roku w wygranym 2:0 meczu z Maltą. W 1994 roku był członkiem kadry Helwetów na Mistrzostwach Świata w USA, na których zaliczył tylko jeden mecz grupowy z Kolumbią (0:2). Natomiast w 1996 roku grał na kolejnym turnieju – Euro 96. Na mistrzostwach w Anglii Szwajcarzy nie wyszli z grupy, a Grassi zaliczył 2 mecze: z Anglią (1:1) i z Holandią (0:2). Karierę reprezentacyjną Grassi zakończył w 1998. W kadrze A wystąpił w 31 spotkaniach i zdobył 3 gole.